# Stölzles
Stölzles ist eine Ortschaft und eine Katastralgemeinde der Gemeinde Hirschbach im Bezirk Gmünd in Niederösterreich mit 58 Einwohnern (Stand 1. Jänner 2024).

## Geografie
Das Dorf befindet sich nordwestlich von Hirschbach, mit dem es über eine Landesstraße verbunden ist, und liegt zwischen dem Fuchsteich und dem Stölzlinger Teich, die beide in den Moosbach entwässern. Am 1. April 2020 umfasste die Ortschaft 30 Adressen.

## Geschichte
Stölzles wurde erstmals 1413 urkundlich erwähnt. Im Jahr 1822 wurde der Ort als Dorf mit 16 Häusern genannt, das nach Hirschbach eingepfarrt war, wohin auch die Kinder eingeschult wurden. Die Herrschaft Kirchberg am Walde besaß die Ortsobrigkeit, übte die Landgerichtsbarkeit aus, besorgte die Konskription und hatte die Grundherrschaft inne. Schweickhardt beschrieb die Bauern als gut bestiftet; sie bauten Korn, Hafer, Erdäpfel, Flachs und etwas Mohn an und widmeten sich auch der Viehzucht. Laut Adressbuch von Österreich waren im Jahr 1938 in Stölzles ein Gastwirt und mehrere Landwirte mit Direktvertrieb ansässig.

## Siedlungsentwicklung
Zum Jahreswechsel 1979/1980 befanden sich in der Katastralgemeinde Stölzles insgesamt 29 Bauflächen mit 18.111 m² und 22 Gärten auf 6.535 m², 1989/1990 waren es bereits 39 Bauflächen. 1999/2000 war die Zahl der Bauflächen auf 100 angewachsen und 2009/2010 standen 42 Gebäude auf 96 Bauflächen.

## Landwirtschaft
Die Katastralgemeinde ist landwirtschaftlich geprägt. 214 Hektar wurden zum Jahreswechsel 1979/1980 landwirtschaftlich genutzt und 93 Hektar waren forstwirtschaftlich geführte Waldflächen. 1999/2000 wurde auf 201 Hektar Landwirtschaft betrieben und 99 Hektar waren als forstwirtschaftlich genutzte Flächen ausgewiesen. Ende 2018 waren 201 Hektar als landwirtschaftliche Flächen genutzt und Forstwirtschaft wurde auf 9.779 Hektar betrieben. Die durchschnittliche Bodenklimazahl von Stölzles beträgt 27,5 (Stand 2010).

## Sehenswertes

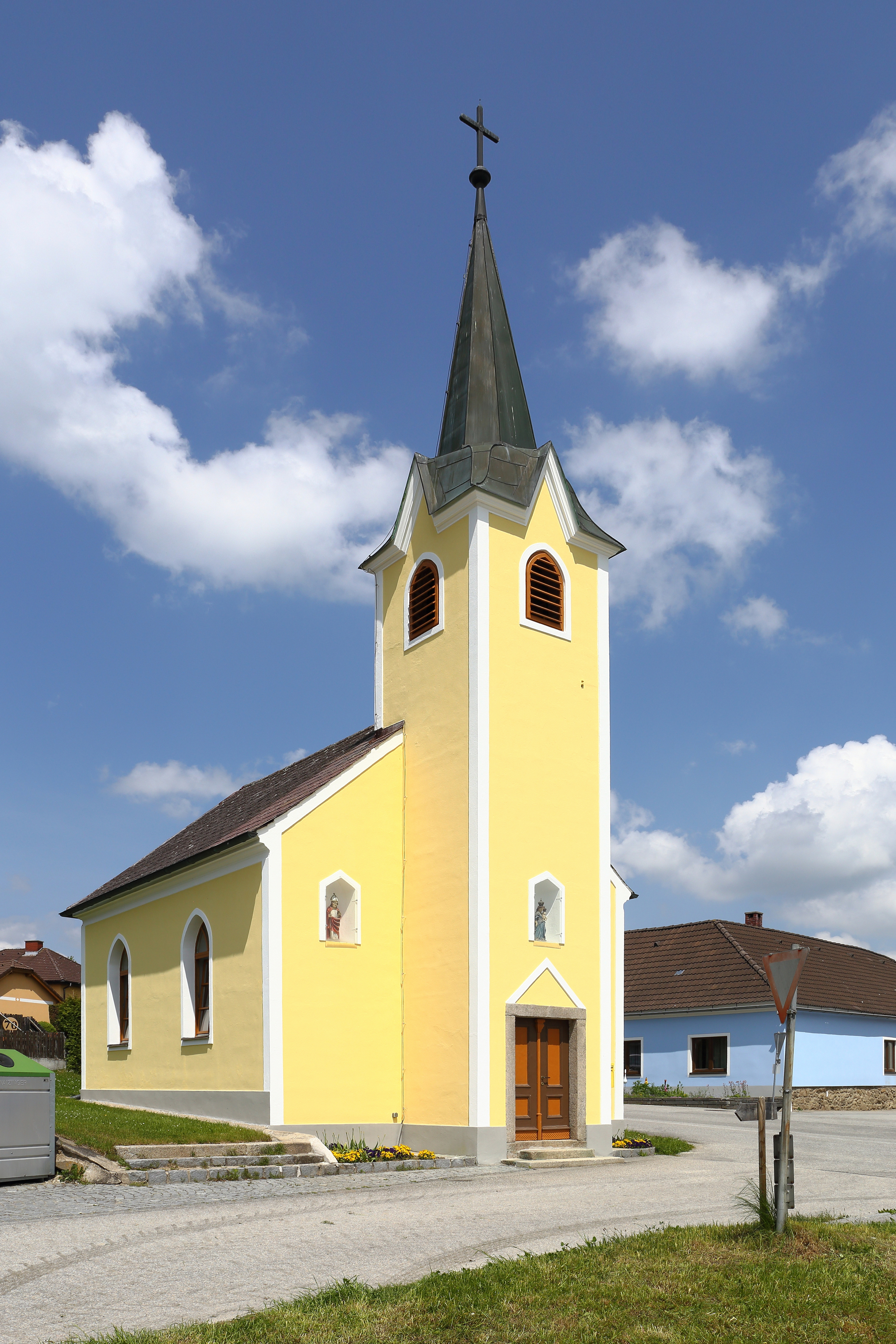
Ortskapelle Stölzles

Die im neugotischen Stil 1892/1893 errichtete Ortskapelle zeigt am Altarblatt die Heilige Familie. Das um 1900 entstandene Bild ist ein Werk des Malers Franz Mayerhofer.